# Sarcophaga reedi
Sarcophaga reedi är en tvåvingeart som beskrevs av Andy Z. Lehrer 2005. Sarcophaga reedi ingår i släktet Sarcophaga och familjen köttflugor.
Artens utbredningsområde är Namibia. Inga underarter finns listade i Catalogue of Life.